# 凱奧林鎮區 (密蘇里州艾昂縣)
凱奧林鎮區（英語：Kaolin Township）是位於美國密蘇里州艾昂縣的一個行政鎮區。

## 地方資料
凱奧林鎮區的面積為237.41平方千米，當中陸地面積為237.32平方千米，而水域面積為0.09平方千米。根據2020年美國人口普查的數據，當地共有人口459人，而人口密度為每平方千米1.93人。